# Lucas Mahias
Lucas Mahias (Mont-de-Marsan, 14 aprile 1989) è un pilota motociclistico francese, vincitore del campionato mondiale Supersport nel 2017.

## Carriera

### Gli inizi
Mahias fa il suo esordio in un campionato mondiale nel 2013 quando partecipa, in qualità di wild card al Gran Premio della Repubblica Ceca in classe Moto2, in sella ad una Transfiormers del team Promoto Sport. Chiude la gara in ventiduesima posizione. Partecipa inoltre alla gara conclusiva del campionato a Valencia come pilota sostitutivo per il team Tech 3, chiudendo la gara al 24º posto.
Nel 2014 partecipa nuovamente al motomondiale disputando come wild card i Gran Premi di Francia, Repubblica Ceca e della Comunità Valenciana, con il team Promoto Sport. Non ottiene punti validi per la classifica piloti. In questa stagione Mahias fa il suo esordio nel campionato mondiale Supersport, partecipando alle ultime due gare in calendario con una Yamaha YZF-R6, ottenendo i primi punti nella gara finale in Qatar. Sempre nel 2014 Mahias si laurea campione di Francia nella categoria Supersport, andando a vincere tutte le dodici gare in calendario.

### Mondiale Supersport

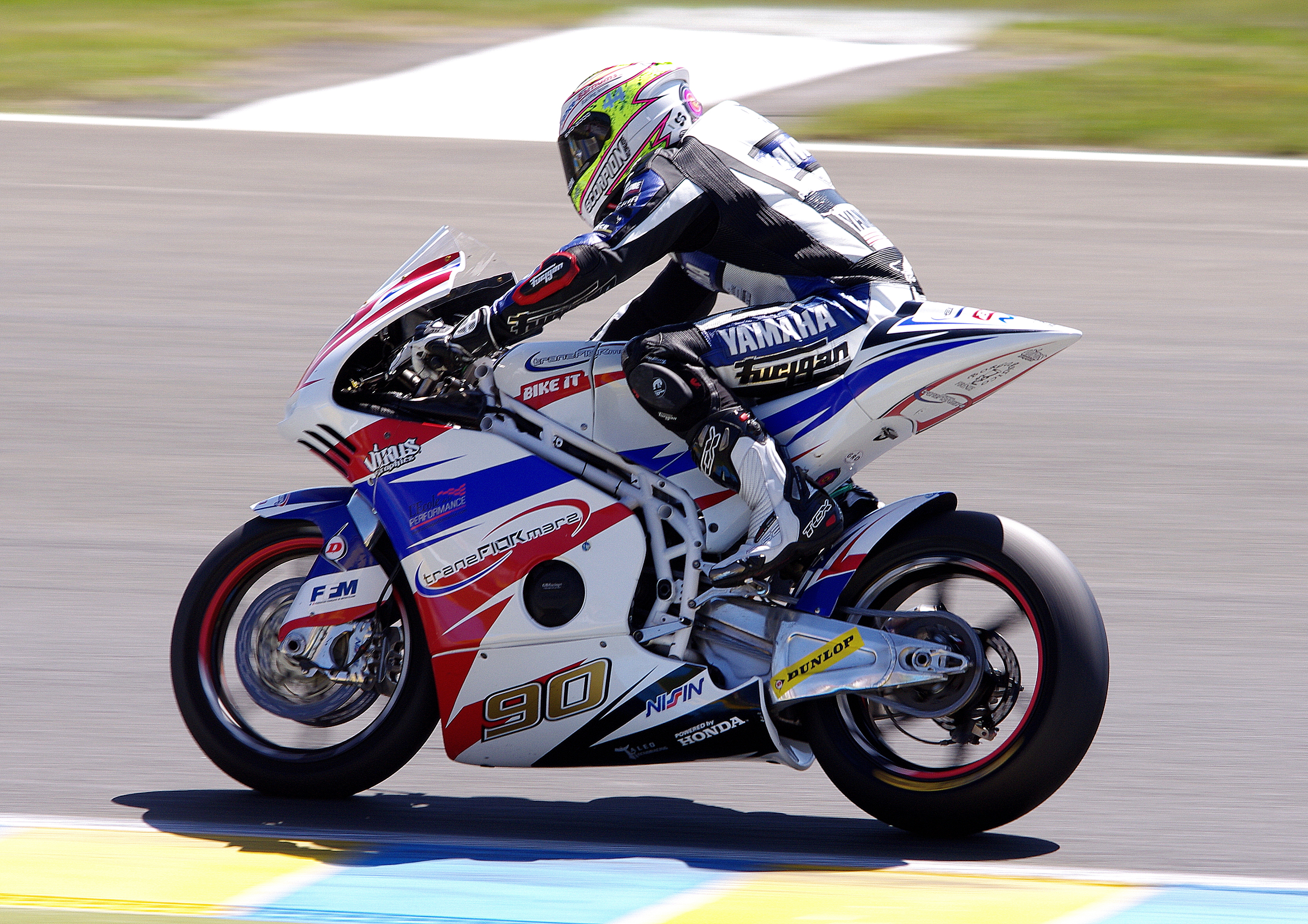
Mahias, alla guida della Transfiormers, al Gran Premio di Francia nel 2014.

Nel 2015 inizia la stagione come pilota titolare nel campionato mondiale Supersport in sella ad una Kawasaki ZX-6R del team Kawasaki Intermoto Ponyexpress. L'esperienza si chiude dopo le prime sei gare, nelle quali Mahias ha raccolto 22 punti e quattro ritiri. In questo stesso campionato torna a correre le ultime tre gare in calendario, partecipando come wild card su una Yamaha YZF-R6 del team MG Competition. In occasione del Gran Premio di Francia, dopo essere partito dalla prima fila in griglia di partenza, Mahias ottiene il suo primo podio in una gara mondiale giungendo terzo al traguardo. Chiude la stagione al dodicesimo posto con cinquantun punti all'attivo. Partecipa inoltre alla gara conclusiva del motomondiale a Valencia in sella ad una Transfiormers, chiude la gara con un ritiro; con questa stessa motocicletta, si classifica ventesimo nel campionato  Europeo.
Nel 2016 Mahias è pilota titolare nel campionato mondiale Endurance alla guida di una Yamaha YZF-R1 del team GMT94 Yamaha. In questa stagione fa il suo esordio nel campionato mondiale Superbike disputando il Gran Premio d'Olanda ad Assen in sella ad una Kawasaki ZX-10R del Team Pedercini in sostituzione dell'infortunato Sylvain Barrier. Ottiene punti in entrambe le gare e guida la gara per un giro in gara 2. In seguito viene chiamato a sostituire gli infortunati Riccardo Russo e Florian Marino nella Superstock 1000 FIM Cup in sella ad una Yamaha YZF-R1 del Pata Yamaha Official Stock Team. In questa categoria ottiene subito un successo andando a vincere all'esordio il Gran Premio d'Italia a Misano. Partecipa poi alle ultime due gare del campionato, vincendo a Magny-Cours dopo essere partito dalla pole, e giungendo secondo nella gara finale a Jerez dove ottiene il giro più veloce della gara. Pur avendo disputato solo tre gare delle otto in calendario, Mahias chiude quarto nel mondiale, migliore tra i piloti Yamaha, con 70 punti all'attivo. Nel mondiale Superbike invece chiude venticinquesimo con 9 punti conquistati.
Nel 2017 Mahias è pilota titolare nel campionato mondiale Supersport in sella alla Yamaha YZF-R6 del team GRT Yamaha. Il compagno di squadra è Federico Caricasulo. In occasione delle terza prova di campionato, corsa ad Aragón, vince la sua prima gara nel mondiale Supersport. Vince la seconda gara stagionale in Qatar, al termine della stessa gara diviene campione del mondo della Supersport. Nel 2018 viene confermato, come Federico Caricasulo, dal team GRT. Chiude la stagione al secondo posto in classifica piloti vincendo tre Gran Premi. Nel 2019 si trasferisce al team Kawasaki Puccetti Racing, il compagno di squadra è Hikari Ōkubo. In occasione del gran premio di casa, a Magny-Cours, ottiene la prima vittoria con Kawasaki. Chiude la stagione al quarto posto tra i piloti. In occasione del GP di Valencia 2019 corre in MotoE sulla moto del team Ajo in sostituzione dell'infortunato Niki Tuuli. Nella seconda sessione di prove libere rimedia una caduta che gli costa l'amputazione della quinta falange del quinto dito della mano destra.
Nel 2020 è titolare in Supersport con lo stesso team della stagione precedente. Il nuovo compagno di squadra è Philipp Öttl. Conclude la stagione al secondo posto in classifica, conquistando otto piazzamenti a podio di cui due vittorie. In questa stagione inoltre, insieme al compagno di squadra, prende parte alla prova di Misano del campionato Italiano Velocità, classe Supersport. Conclude entrambe le gare al primo posto senza però, in virtù del regolamento, ottenere punti validi per la classifica.

### Mondiale Superbike
Nel 2021 accede nel campionato mondiale Superbike con lo stesso team, ovvero il Kawasaki Puccetti Racing. Non partecipa ai test pre-stagionali svolti in Catalogna, ma, assieme al suo team per il 2021, svolge il primo round stagionale al Mugello del CIV (Campionato Italiano Velocità), guidando nella categoria Superbike e prendendo confidenza con la sua Kawasaki. Riesce a fare la pole position e vincere entrambe le gare, ma correndo fuori gara da wildcard non ottiene punti né accede al podio. Pur dovendo saltare gli ultimi tre Gran Premi per infortunio, totalizza quarantaquattro punti che gli consentono di chiudere al diciottesimo posto tra i piloti e all'ottavo posto nella graduatoria del Trofeo Indipendenti. Nel 2022 gareggia per il secondo anno consecutivo nel mondiale Superbike con Puccetti Racing. Salta il Gran Premio di Misano per infortunio, venendo sostituito da Esteve Rabat; a fine stagione, sempre per infortunio salta anche il Gran Premio dell'Indonesia. Totalizza sessantun punti classificandosi quattordicesimo nel mondiale e quinto nel Trofeo Indipendenti.

### Mondiale Endurance e ritorno in Supersport
Nel 2023 torna a gareggiare nel campionato mondiale Endurance con il team KMP99 in equipaggio con Florian Marino e Bastien Mackles. Contestualmente all'endurance viene chiamato dal Team Puccetti a sostituire l'infortunato Can Öncü nel mondiale Supersport per cinque Gran Premi nei quali totalizza trentasette punti classificandosi diciannovesimo. Sempre con Puccetti, disputa il Gran Premio di Magny-Cours nel mondiale Superbike in sostituzione di Esteve Rabat (impegnato nel campionato mondiale di MotoE) senza ottenere punti.
Nel 2024 torna ad essere pilota titolare nel mondiale Supersport, ingaggiato dal team GMT94. Torna sul podio in gara due al Montmelò e porta a termine la stagione al nono posto in classifica.

## Risultati in gara

### Motomondiale

#### Moto2
| 2013 | Classe | Moto                   |  |  |  |  |  |  |  |  |    |  |    |  |  |  |  |  |  |    | Punti | Pos. |
| ---- | ------ | ---------------------- |  |  |  |  |  |  |  |  | -- |  | -- |  |  |  |  |  |  | -- | ----- | ---- |
| 2013 | Moto2  | Transfiormers e Tech 3 |  |  |  |  |  |  |  |  | NE |  | 22 |  |  |  |  |  |  | 24 | 0     |      |

| 2014 | Classe | Moto          |  |  |  |  |    |  |  |  |  |  |    |  |  |  |  |  |  |     | Punti | Pos. |
| ---- | ------ | ------------- |  |  |  |  | -- |  |  |  |  |  | -- |  |  |  |  |  |  | --- | ----- | ---- |
| 2014 | Moto2  | Transfiormers |  |  |  |  | 18 |  |  |  |  |  | 31 |  |  |  |  |  |  | Rit | 0     |      |

| 2015 | Classe | Moto          |  |  |  |  |  |  |  |  |  |  |  |  |  |  |  |  |  |     | Punti | Pos. |
| ---- | ------ | ------------- |  |  |  |  |  |  |  |  |  |  |  |  |  |  |  |  |  | --- | ----- | ---- |
| 2015 | Moto2  | Transfiormers |  |  |  |  |  |  |  |  |  |  |  |  |  |  |  |  |  | Rit | 0     |      |

| Legenda | 1º posto        | 2º posto            | 3º posto            | A punti      | Senza punti        | Grassetto – Pole position Corsivo – Giro più veloce |
| Legenda | Gara non valida | Non qual./Non part. | Ritirato/Non class. | Squalificato | '-' Dato non disp. | Grassetto – Pole position Corsivo – Giro più veloce |

#### MotoE
| 2019 | Classe | Moto     |  |  |  |  |    |    |  |  | Punti | Pos. |
| ---- | ------ | -------- |  |  |  |  | -- | -- |  |  | ----- | ---- |
| 2019 | MotoE  | Energica |  |  |  |  | NQ | NQ |  |  | 0     |      |

| Legenda | 1º posto        | 2º posto            | 3º posto            | A punti      | Senza punti        | Grassetto – Pole position Corsivo – Giro più veloce |
| Legenda | Gara non valida | Non qual./Non part. | Ritirato/Non class. | Squalificato | '-' Dato non disp. | Grassetto – Pole position Corsivo – Giro più veloce |

### Campionato Mondiale Supersport
| 2014 | Moto   |  |  |  |  |  |  |  |  |  |     |   |  |  |  |  |  |  |  |  |  |  |  |  |  | Punti | Pos. |
| ---- | ------ |  |  |  |  |  |  |  |  |  | --- | - |  |  |  |  |  |  |  |  |  |  |  |  |  | ----- | ---- |
| 2014 | Yamaha |  |  |  |  |  |  |  |  |  | Rit | 4 |  |  |  |  |  |  |  |  |  |  |  |  |  | 13    | 22º  |

| 2015 | Moto              |     |   |     |   |     |     |  |  |  |     |   |   |  |  |  |  |  |  |  |  |  |  |  |  | Punti | Pos. |
| ---- | ----------------- | --- | - | --- | - | --- | --- |  |  |  | --- | - | - |  |  |  |  |  |  |  |  |  |  |  |  | ----- | ---- |
| 2015 | Kawasaki e Yamaha | Rit | 4 | Rit | 7 | Rit | Rit |  |  |  | Rit | 3 | 4 |  |  |  |  |  |  |  |  |  |  |  |  | 51    | 12º  |

| 2017 | Moto   |   |     |   |   |   |   |     |   |   |   |   |   |  |  |  |  |  |  |  |  |  |  |  |  | Punti | Pos. |
| ---- | ------ | - | --- | - | - | - | - | --- | - | - | - | - | - |  |  |  |  |  |  |  |  |  |  |  |  | ----- | ---- |
| 2017 | Yamaha | 2 | Rit | 1 | 2 | 2 | 2 | Rit | 3 | 2 | 4 | 5 | 1 |  |  |  |  |  |  |  |  |  |  |  |  | 190   | 1º   |

| 2018 | Moto   |   |   |   |   |   |   |   |     |   |   |   |   |  |  |  |  |  |  |  |  |  |  |  |  | Punti | Pos. |
| ---- | ------ | - | - | - | - | - | - | - | --- | - | - | - | - |  |  |  |  |  |  |  |  |  |  |  |  | ----- | ---- |
| 2018 | Yamaha | 1 | 2 | 4 | 4 | 8 | 5 | 4 | Rit | 1 | 3 | 3 | 1 |  |  |  |  |  |  |  |  |  |  |  |  | 185   | 2º   |

| 2019 | Moto     |    |   |   |   |   |   |   |   |   |   |   |   |  |  |  |  |  |  |  |  |  |  |  |  | Punti | Pos. |
| ---- | -------- | -- | - | - | - | - | - | - | - | - | - | - | - |  |  |  |  |  |  |  |  |  |  |  |  | ----- | ---- |
| 2019 | Kawasaki | 12 | 8 | 7 | 5 | 8 | 6 | 3 | 3 | 3 | 1 | 2 | 1 |  |  |  |  |  |  |  |  |  |  |  |  | 168   | 4º   |

| 2020 | Moto     |   |   |   |   |     |   |   |   |   |   |   |   |   |     |   |  |  |  |  |  |  |  |  |  | Punti | Pos. |
| ---- | -------- | - | - | - | - | --- | - | - | - | - | - | - | - | - | --- | - |  |  |  |  |  |  |  |  |  | ----- | ---- |
| 2020 | Kawasaki | 4 | 4 | 3 | 2 | Rit | 5 | 4 | 4 | 2 | 2 | 2 | 2 | 1 | Rit | 1 |  |  |  |  |  |  |  |  |  | 229   | 2º   |

| 2023 | Moto     |  |  |  |  |  |  |    |    |    |   |    |     |   |   |    |     |  |  |  |  |  |  |  |  | Punti | Pos. |
| ---- | -------- |  |  |  |  |  |  | -- | -- | -- | - | -- | --- | - | - | -- | --- |  |  |  |  |  |  |  |  | ----- | ---- |
| 2023 | Kawasaki |  |  |  |  |  |  | 16 | 13 | 10 | 9 | 11 | Rit | 9 | 9 | 14 | Rit |  |  |  |  |  |  |  |  | 37    | 19º  |

| 2024 | Moto   |   |   |     |   |   |    |    |     |    |    |   |     |   |   |    |     |   |     |   |   |   |   |   |   | Punti | Pos. |
| ---- | ------ | - | - | --- | - | - | -- | -- | --- | -- | -- | - | --- | - | - | -- | --- | - | --- | - | - | - | - | - | - | ----- | ---- |
| 2024 | Yamaha | 9 | 7 | Rit | 3 | 9 | 24 | 15 | Rit | 10 | 10 | 6 | Rit | 8 | 5 | 31 | Rit | 6 | Rit | 6 | 8 | 4 | 4 | 5 | 7 | 155   | 9º   |

| 2025 | Moto   |   |   |   |   |   |     |   |   |   |   |   |     |   |   |    |    |  |  |  |  |  |  |  |  | Punti | Pos. |
| ---- | ------ | - | - | - | - | - | --- | - | - | - | - | - | --- | - | - | -- | -- |  |  |  |  |  |  |  |  | ----- | ---- |
| 2025 | Yamaha | 9 | 6 | 4 | 4 | 9 | Rit | 5 | 4 | 3 | 2 | 8 | Rit | 3 | 3 | 26 | 17 |  |  |  |  |  |  |  |  | 150   |      |

| Legenda | 1º posto        | 2º posto            | 3º posto           | A punti      | Senza punti        | Grassetto – Pole position Corsivo – Giro più veloce |
| Legenda | Gara non valida | Non qual./Non part. | Ritirato/Non class | Squalificato | '-' Dato non disp. | Grassetto – Pole position Corsivo – Giro più veloce |

### Campionato mondiale Superbike
| 2016 | Moto     |  |  |  |  |  |  |    |    |    |    |  |  |  |  |  |  |  |  |  |  |  |  |  |  |  |  |  |  | Punti | Pos. |
| ---- | -------- |  |  |  |  |  |  | -- | -- | -- | -- |  |  |  |  |  |  |  |  |  |  |  |  |  |  |  |  |  |  | ----- | ---- |
| 2016 | Kawasaki |  |  |  |  |  |  | 10 | 13 | NP | NP |  |  |  |  |  |  |  |  |  |  |  |  |  |  |  |  |  |  | 9     | 25º  |

| 2021 | Moto     |    |     |    |    |     |    |    |     |    |   |   |    |     |    |    |  |  |  |     |    |    |    |    |    |    |     |     |    |    |    |     |     |     |     |     |     |     |     |     |  |  |  | Punti | Pos. |
| ---- | -------- | -- | --- | -- | -- | --- | -- | -- | --- | -- | - | - | -- | --- | -- | -- |  |  |  | --- | -- | -- | -- | -- | -- | -- | --- | --- | -- | -- | -- | --- | --- | --- | --- | --- | --- | --- | --- | --- |  |  |  | ----- | ---- |
| 2021 | Kawasaki | 15 | Rit | 10 | 13 | Rit | 14 | 11 | Rit | 11 | 9 | 7 | 12 | Rit | NP | NP |  |  |  | Rit | 15 | 14 | NP | 14 | 13 | 13 | Rit | Rit | NP | AN | NP | Inf | Inf | Inf | Inf | Inf | Inf | Inf | Inf | Inf |  |  |  | 44    | 18º  |

| 2022 | Moto     |    |    |    |    |    |    |    |     |    |     |     |     |    |    |    |    |    |   |    |    |    |    |    |    |    |    |     |    |    |    |     |     |     |    |    |    |  |  |  |  |  |  | Punti | Pos. |
| ---- | -------- | -- | -- | -- | -- | -- | -- | -- | --- | -- | --- | --- | --- | -- | -- | -- | -- | -- | - | -- | -- | -- | -- | -- | -- | -- | -- | --- | -- | -- | -- | --- | --- | --- | -- | -- | -- |  |  |  |  |  |  | ----- | ---- |
| 2022 | Kawasaki | 14 | 14 | 11 | 15 | 13 | 10 | 17 | Rit | NP | Inf | Inf | Inf | 12 | 14 | 14 | 12 | 12 | 9 | 10 | 14 | 12 | 14 | 11 | 12 | 13 | 14 | Rit | 11 | 18 | 15 | Inf | Inf | Inf | 14 | 11 | 13 |  |  |  |  |  |  | 61    | 14º  |

| 2023 | Moto     |  |  |  |  |  |  |  |  |  |  |  |  |  |  |  |  |  |  |  |  |  |  |  |  |    |    |     |  |  |  |  |  |  |  |  |  |  |  |  |  |  |  | Punti | Pos. |
| ---- | -------- |  |  |  |  |  |  |  |  |  |  |  |  |  |  |  |  |  |  |  |  |  |  |  |  | -- | -- | --- |  |  |  |  |  |  |  |  |  |  |  |  |  |  |  | ----- | ---- |
| 2023 | Kawasaki |  |  |  |  |  |  |  |  |  |  |  |  |  |  |  |  |  |  |  |  |  |  |  |  | 19 | 16 | Rit |  |  |  |  |  |  |  |  |  |  |  |  |  |  |  | 0     |      |

| Legenda | 1º posto        | 2º posto            | 3º posto           | A punti      | Senza punti        | Grassetto – Pole position Corsivo – Giro più veloce |
| Legenda | Gara non valida | Non qual./Non part. | Ritirato/Non class | Squalificato | '-' Dato non disp. | Grassetto – Pole position Corsivo – Giro più veloce |